# Мозер, Эдвард
Эдвард Ингьялд Мозер (норв. Edvard Ingjald Moser; род. 27 апреля 1962, Олесунн, Норвегия) — норвежский психолог, нейрофизиолог. Лауреат Нобелевской премии по физиологии и медицине (2014).
Член Норвежской академии наук и Леопольдины (2016), иностранный член Национальной академии наук США (2014) и Американского философского общества (2015).
Доктор, профессор и директор-основатель Института системных нейронаук Кавли Норвежского университета естественных и технических наук в Тронхейме.
Сотрудничающие супруги Эдвард и Мей-Бритт Мозеры являются первопроходцами в области исследования механизма мозга по представлению пространства, вдвоём они стали преподавателями вышеназванного университета в 1996 году, в 2002 году создали Центр биологии памяти, ставший в 2007 году Институтом Кавли.
Удостоен почётных научных премий, некоторых совместно с супругой, в частности премии Луизы Гросс Хорвиц (2013) и награды Карла Спенсера Лэшли (2014). В 2014 году они получили Нобелевскую премию по физиологии и медицине вместе с Джоном О'Кифом — «за открытие системы клеток в мозге, которая позволяет ориентироваться в пространстве».

## Биография
Эдвард Мозер получил несколько научных степеней в Университете Осло: первая в области математики и статистики в 1985 году, вторая — по психологии в 1990 году, и третья — по нейробиологии в том же году. После этого, в 1995 году Мозер стал обладателем докторской степени в области нейрофизиологии Университета, под руководством профессора Пера Андерсена. Параллельно, с 1994 по 1996 год Мозер проходил постдипломную подготовку с Ричардом Моррисом в Центре неврологии Эдинбургского университета, и работал приглашенным сотрудником лаборатории Джона О'Кифа в Университетском колледже в Лондоне.
В 1996 году вернулся в Норвегию и поступил доцентом биологической психологии в Норвежский университет естественных и технических наук в Тронхейме, занимал эту должность до 1998 года, когда поступил ординарным профессором неврологии в Норвежский университет. В 2002 году стал основателем и содиректором Центра биологии памяти, который в 2007 году стал Институтом системных нейронаук Кавли, также содиректор там Центра нейрокомпьютерных вычислений. В 2014 году получил Нобелевскую премию по физиологии и медицине вместе со своей супругой Мей-Бритт Мозер и коллегой Джоном О'Кифом.
В 2016 году подписал письмо с призывом к Greenpeace, Организации Объединённых Наций и правительствам всего мира прекратить борьбу с генетически модифицированными организмами (ГМО).
Член Королевского Норвежского общества наук и литературы и Норвежской академии технологических наук.

## Награды
- 1999: Премия для молодых ученых, присуждаемая Королевской норвежской академией наук и литературы
- 2005: 28-я ежегодная премия У. Олдена Спенсера[англ.] (Колледж врачей и хирургов Колумбийского университета)
- 2006: 14-я награда Бетти и Дэвида Кутцера за исследования мозга (Университет Цюриха)
- 2006: 10-й приз «Лилиан Бетанкур для наук о жизни» (Fondation Bettencourt, Париж)
- 2008: 30-й Великий нордический приз Эрика К. Фернстрома (Fernström Foundation, Университет Лунда)
- 2011: премия Луи-Жантета[англ.] по медицине
- 2011: Премия Андерса Яре по медицине[норв.][17] (с Мей-Бритт Мозер)
- 2012: Нейронаучная премия Перла−UNC[англ.] (с Мей-Бритт Мозер)[18]
- 2013: Премия Луизы Гросс Хорвиц (с Мей-Бритт Мозер и Джоном О'Кифом)[19]
- 2014: награда Карла Спенсера Лэшли[англ.] (с Мей-Бритт Мозер)[20]
- 2014: Нобелевская премия по физиологии и медицине (с Мей-Бритт Мозер и Джоном О'Кифом)[11]
- 2014: Премия Кёрбера (с Мей-Бритт Мозер)
- Onsager Medal[англ.], Норвежский университет естественных и технических наук (2017, совм. с Мей-Бритт Мозер)

## Избранные публикации
- Moser, E.I., Mathiesen, I. & Andersen, P. (1993). Association between brain temperature and dentate field potentials in exploring and swimming rats. Science, 259, 1324-1326.
- Brun, V.H., Otnæss, M.K., Molden, S., Steffenach, H.-A., Witter, M.P., Moser, M.-B., Moser, E.I. (2002). Place cells and place representation maintained by direct entorhinal-hippocampal circuitry. Science, 296, 2089-2284.
- Fyhn, M., Molden, S., Witter, M.P., Moser, E.I. and Moser, M.-B. (2004). Spatial representation in the entorhinal cortex.Science, 305, 1258-1264 Архивная копия от 17 февраля 2012 на Wayback Machine.
- Leutgeb, S., Leutgeb, J.K., Treves, A., Moser, M.-B. and Moser, E.I. (2004). Distinct ensemble codes in hippocampal areas CA3 and CA1. Science, 305, 1295-1298.
- Leutgeb, S., Leutgeb, J.K., Barnes, C.A., Moser, E.I., McNaughton, B.L., and Moser, M.-B (2005). Independent codes for spatial and episodic memory in the hippocampus. Science, 309, 619-623 Архивная копия от 17 февраля 2012 на Wayback Machine.
- Hafting, T., Fyhn, M., Molden, S., Moser, M.-B., and Moser, E.I. (2005). Microstructure of a spatial map in the entorhinal cortex.Nature, 436, 801-806.
- Colgin, L.L, and Moser, E.I. (2006). Rewinding the memory record. Nature, 440, 615-617.
- Sargolini, F., Fyhn, M., Hafting, T., McNaughton, B.L., Witter, M.P., Moser, M.-B., and Moser, E.I. (2006). Conjunctive representation of position, direction and velocity in entorhinal cortex. Science, 312, 754-758.
- Leutgeb, J.K., Leutgeb, S., Moser, M.-B., and Moser, E.I. (2007). Pattern separation in dentate gyrus and CA3 of the hippocampus. Science, 315, 961-966.
- Fyhn, M., Hafting, T., Treves, A., Moser, M.-B. and Moser, E.I. (2007). Hippocampal remapping and grid realignment in entorhinal cortex. Nature, 446, 190-194.
- Hafting, T., Fyhn, M., Bonnevie, T., Moser, M.-B. and Moser, E.I. (2008). Hippocampus-independent phase precession in entorhinal grid cells. Nature 453, 1248-1252.
- Kjelstrup, K.B., Solstad, T., Brun, V.H., Hafting, T., Leutgeb, S., Witter, M.P., Moser, E.I. and Moser, M.-B. (2008). Finite scales of spatial representation in the hippocampus. Science 321, 140-143.
- Solstad, T., Boccara, C.N., Kropff, E., Moser, M.-B. and Moser, E.I. (2008). Representation of geometric borders in the entorhinal cortex. Science, 322, 1865-1868.
- Moser, E.I., Moser, M-B. (2011). Crystals of the brain. EMBO Mol. Med. 3, 1-4.
- Moser, E.I., Moser, M-B. (2011). Seeing into the future. Nature, 469, 303-4
- Jezek, K., Henriksen, EJ., Treves, A., Moser, E.I. and Moser, M-B. (2011). Theta-paced flickering between place-cell maps in the hippocampus. Nature, 478, 246-249.
- Giocomo, LM., Moser, E.I., Moser, M-B. (2011) Grid cells use HCN1 channels for spatial scaling. Cell, 147, 1159-1170.